# Lužani Novi
Lužani Novi (cyr. Лужани Нови) – wieś w Bośni i Hercegowinie, w Republice Serbskiej, w gminie Derventa. W 2013 roku liczyła 99 mieszkańców.